# Projétil encamisado

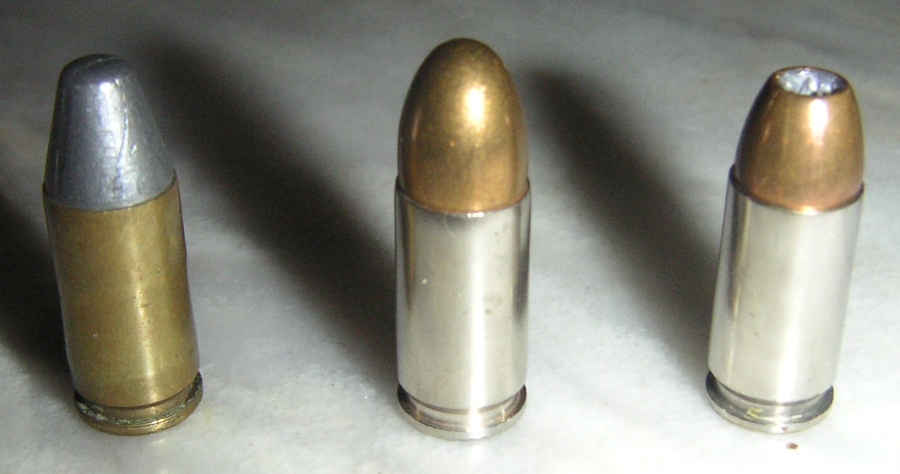
Projétil de chumbo ogival (esquerda); projétil encamisado (centro); projétil semiencamisado (direita).

Projétil encamisado, em inglês "full metal jacket" abreviado para FMJ, é a designação de um projétil, que consiste em um núcleo macio (geralmente chumbo) envolto em uma "concha" externa ("camisa") de metal mais duro, como cobre, latão, cuproníquel ou, menos comumente, um liga de aço. Um projétil encamisado geralmente permite velocidades de saída mais altas que o chumbo sem depositar quantidades significativas de metal no cano. Além de aumentar a precisão, também evita danos aos canos feitos de aço ou materiais semelhantes.

## Histórico
O projétil encamisado foi inventado em 1882 pelo Coronel suíço Eduard Rubin enquanto ele trabalhava para a "Fábrica Federal de Munições e Centro de Pesquisa da Suíça", que desenvolvia munições para os militares suíços.

## Na cultura popular
A designação em inglês: "Full Metal Jacket", inspirou o título do filme homônimo Full Metal Jacket.